# Gaston Amson
Gaston Marcel Amson (ur. 17 listopada 1883 w Paryżu, zm. 16 lipca 1960 tamże) – francuski szermierz, trzykrotny medalista igrzysk olimpijskich.
Na igrzyskach olimpijskich w Antwerpii w 1920 roku zdobył dwa medale. Najpierw Lionel Bony de Castellane, Gaston Amson, Philippe Cattiau, Roger Ducret, André Labatut, Georges Trombert, Lucien Gaudin i Marcel Perrot wywalczyli srebrny medal we florecie drużynowym. Ponadto razem z Armandem Massardem, Alexandre'em Lippmannem, Gustave'em Buchardem, Georgesem Trombertem, Georgesem Casanovą i Louisem Moreau zajął trzecie miejsce w szpadzie drużynowej. Na rozgrywanych cztery lata później igrzyskach olimpijskich w Amsterdamie Francuzi w składzie: Georges Buchard, Gaston Amson, Émile Cornic, Bernard Schmetz, René Barbier i Armand Massard zdobyli srebro w szpadzie drużynowej.
Nie zdobył medalu mistrzostw świata. 